# Blaps mortisaga
Blaps mortisaga là một loài bọ cánh cứng trong họ Tenebrionidae. Loài này sinh sống ở châu Âu.
Loài này toàn thân màu đen, sáng bóng và khá chắc nịch hình bầu dục. Chiều dài khoảng 20 đến 30 mm. Tên gọi có nghĩa là bọ cánh cứng chết xuất phát từ niềm tin mê tín dị đoan.